# Vasco Mendes de Sousa
Vasco Mendes de Sousa (c.1170 - 10 de março de 1242) foi um aristocrata português, tendo presenciado talvez a fase de maior independência da família face ao poder régio, por entre o auge do poderio senhorial que se fez sentir durante a fase final do reinado de Sancho II de Portugal.

## Primeiros anos
Vasco Mendes era filho do conde Mendo Gonçalves I de Sousa e da sua consorte Maria Rodrigues Veloso. O conde era por sua vez filho do célebre Gonçalo Mendes I O Bom. Vasco pertencia assim a uma das mais prestigiadas famílias aristocratas portuguesas dos séculos XII e XIII. Terá nascido por volta da década de 70 do século XII.

## O testamento de Sancho I e o conflito sucessório

### Antecedentes: o testamento e a divergência nobiliárquica
Companheiro de armas e mordomo de Sancho I, o irmão de Vasco, Gonçalo, foi, juntamente com Lourenço Soares de Ribadouro, Gonçalo Soares, Pedro Afonso de Ribadouro, e Martim Fernandes de Riba de Vizela, executor testamentário daquele rei. Teria de fazer valer os direitos do rei no caso de o seu testamento não se cumprisse como o mesmo havia estipulado. O infante não concordou com o testamento deixado pelo pai, no qual teria de ceder terras às suas irmãs, equiparadas a ele em título, e recusou cumpri-lo.
Desta forma, os primeiros anos do reinado do sucessor, Afonso II de Portugal, foram marcados por violentos conflitos internos entre o rei e as suas irmãs Mafalda, Teresa e Santa Sancha de Portugal, a quem Sancho legara em testamento, sob o título de rainhas, a posse dos castelos de Montemor-o-Velho, Seia e Alenquer, com as respectivas vilas, termos, alcaidarias e rendimentos. Ora, Afonso, tentando evitar a supremacia da influência dos nobres no seu governo, pretendia centralizar o seu poder, mas para isso incorria contra as irmãs e em último caso contra o testamento paterno, do qual Gonçalo ficara encarregue de defender. Este, como executor testamentário, e talvez por ter sido um grande companheiro do rei, foi o que mais agiu em defesa das últimas vontades de Sancho, empenhando-se em fazê-las cumprir e jurá-las solenemente. Assim é perfeitamente compreensível que Gonçalo tivesse defendido intensamente a posição das infantas, sobretudo nas terras onde dominava como tenente: Montemor-o-Novo, Sesimbra, Lisboa, Sintra, Torres Vedras, Abrantes e Óbidos, além das já referidas, inaugurando um período no qual os Sousas, firmes apoiantes da realeza portuguesa, se lhe opunham pela primeira vez.
Alguns dos cinco grandes nobres citados juntaram-se a ele na defesa da posição das três rainhas de Portugal: Teresa, Sancha e Mafalda. Mas alguns permaneceram do lado do rei: sabe-se que Lourenço Soares de Ribadouro se terá mantido do lado do novo rei, sendo esta posição também compreensível dado o estreito vínculo que unia a Casa de Ribadouro à Casa Real: Afonso I de Portugal fora pupilo de Egas Moniz, o Aio; e mais tarde várias damas daquela família haviam educado infantes (como o caso de Urraca Viegas de Ribadouro, tia de Lourenço, que educara a Rainha Mafalda).

### O conflito
A posição de Gonçalo teve consequências imediatas para a famíliaː a sua saída do cargo de mordomo, no qual é substituído por Martim Fernandes, levou a que assumisse abertamente como a causa das infantas irmãs do rei, e como acérrimo inimigo da política centralizadora de Afonso II.
No ano seguinte, em 1212, Afonso II intimou as irmãs para que que lhe fizessem restituição das terras herdadas. Em respostas, as três infantas-rainhas, Teresa, Sancha e Mafalda, recolheram-se ao fortíssimo e quase inexpugnável castelo de Montemor-o-Velho, que era da primeira e estava guardado por Gonçalo. As tropas reais, chefiadas por Martim Anes de Riba de Vizela, fizeram frente às comandadas por Gonçalo.
Este conflito seria resolvido com intervenção do Papa Inocêncio III; o rei indemnizaria as infantas com uma soma considerável de dinheiro, e a guarnição dos castelos foi confiada a cavaleiros templários, mas era o rei que exercia as funções soberanas sobre as terras e não as infantas. Porém os Sousas seriam renegados durante todo o reinado, e assim sendo saíram de Portugal, refugiando-se em outras cortes peninsulares.

## O regresso da família
A morte prematura de Afonso II em 1223 permitiu o regresso dos Sousas, que aproveitaram a menoridade de Sancho II de Portugal para readquirirem influência. De facto, no assento da demanda entre as infantas e a coroa, estabelecida em 1223, reinando já Sancho II, e com a qual afirmava a infanta-rainha Mafalda que o castelo de Montemor poderia ser entregue a oito fidalgos. Vasco terá participado já nesta concórdia..

### A entrada de Vasco na corte
Em 1224, com o seu irmão Gonçalo de novo na mordomia, Vasco consegue as suas primeiras tenências, pois nesse mesmo ano figura na documentação como governador da terra de Panoias. Pouco depois, na doação de Aljustrel à Ordem de Santiago, figura como tenente de Bragança, governo que parece ter acumulado com o de Panoias. 

### Atividade fundiária
Enquanto que Dom Gonçalo Mendes não parece ter dado muita atenção à gestão do património familiar, o mesmo não se poderá dizer de Dom Vasco Mendes, figurando numerosas vezes nas Inquirições Gerais como protagonista de vários abusosː foi responsável de graves destruições nas terras de Lourenço Fernandes da Cunha, e teve também conflitos com Gil Vasques de Soverosa na região de Panoias, dos quais o Mosteiro de Pombeiro parece ter acarretado algumas consequências, dado que Vasco compensa este mosteiro com herdamentos perto de Sabrosa.
Teve vários haveres, nomeadamente nos concelhos de Paços de Ferreira, Panoias e Celorico de Basto, beneficiando com doações, sobretudo, a Ordem do Hospital e o Mosteiro de Pombeiro.

## Morte e posteridade
Vasco Mendes faleceu a 10 de março de 1242, e, sendo um importante benfeitor do Mosteiro de Pombeiro, foi lá sepultado. A tampa, epigrafada, estava colocada no pavimento das escadas da igreja, por baixo do pórtico.

## Descendência
Vasco Mendes não casou mas terá tido um filho natural de uma barregã:
- Rui Vasques de Sousa, que, segundo os nobiliários, terá herdado umas propriedades na terra paterna de Panoias[2].